# Hymenophyllum cernuum
Hymenophyllum cernuum là một loài dương xỉ trong họ Hymenophyllaceae. Loài này được Gepp in Gibbs mô tả khoa học đầu tiên năm 1917.
Danh pháp khoa học của loài này chưa được làm sáng tỏ. 